# Kanton Wegeleben
Der Kanton Wegeleben bestand von 1807 bis 1813 im Distrikt Halberstadt (Departement der Saale) im Königreich Westphalen und wurde durch das Königliche Decret vom 24. Dezember 1807 gebildet.

## Gemeinden
- Harleben
- Hedersleben
- Rodersdorf
- Wegeleben